# Aperitiv
Aperitiv (fr. apéritif) je alkoholno piće koje se obično služi prije obroka, za razliku od digestiva koji se služe poslije obroka. Služe se ili sami ili uz sitnu hranu kao što su krekeri, sir, masline i sl.
Francuska riječ apéritif dolazi od  latinske riječi aperire što znači otvoriti, pa se shodno tome koristi fraza otvoriti apetit.
Alkoholna pića koja se smatraju aperitivom najčešće su suha bijela vina, šeri, vermut, talijanski aperitiv Campari, Absint, Aperol, liker od anisa, kao i češka Becherovka, grčki uzo, razne rakije, votka, gin. U Francuskoj je uobičajeno koristiti domaće vrste likera, šampanjca i konjaka.

## Povijest
Kršćanski asket Dijadoh Fotijski iz 5. stoljeća navodi: „Ljudi koji žele disciplinirati spolne organe trebaju izbjegavati konzumiranje tih umjetnih napitaka koji se nazivaju 'aperitivi' - vjerojatno zato što otvaraju put do želuca za obilan obrok koji slijedi.” To bi ukazivalo na to da su aperitivi postojali barem od petoga stoljeća.
Godine 1796. torinski destiler Antonio Carpano izumio je moderni vermut. Aperitivi su postali rašireni u 19. stoljeću u Italiji, gdje su se posluživali u kafićima u Torinu, Rimu, Genovi, Firenci, Milanu i Veneciji.
Aperitiv poznat kao Dubonnet predstavljen je u Francuskoj 1846. godine, a izumio ga je kemičar Joseph Dubonnet kao sredstvo za dostavu kinina koji se koristi protiv malarije. Lijek je bio gorak napitak, pa je zato Dubonnet razvio formulu bilja i začina kako bi prikrio oštar okus kinina. Vojnici francuske Legije stranaca koristili su ga kao sredstvo zaštite sjevernoj Africi zaraženoj komarcima.
Aperitivi su postali vrlo popularni u Europi, a privlačnost se prenijela preko Atlantika; od 1900. godine često su se posluživali i u Sjedinjenim Američkim Državama.
U Španjolskoj i nekim zemljama Latinske Amerike, aperitivi su već stoljećima sastavni dio predjela. Običaj posluživanja predjela uz aperitiv vratio se iz Amerike 1970-ih godina, kada je navika posluživanja hrane uz kupnju pića tijekom "Happy houra" u Sjedinjenim Američkim Državama potaknula razvoj obroka bogatijih aperitiva i u Italiji.

## Vrste
Najčešći izbori su obično pojačana vina, likeri i suhi šampanjac. Budući da se poslužuje prije obroka, naglasak je obično na suhom okusu umjesto slatkome.
- U Francuskoj se aperitiv razlikuje od regije do regije: pastis je popularan na jugu Francuske, brandy Calvados u regiji Normandija, Crémant d'Alsace na istoku. Također se mogu poslužiti i vino, šampanjac ili konjak.
- U Italiji se vermut ili vino mogu poslužiti kao aperitivi. Martini, Aperol Spritz i Campari sa sodom također su popularni izbori aperitiva.
- Na istočnom Mediteranu, arak se poslužuje uz predjela.
- U Velikoj Britaniji i Irskoj, tradicionalni aperitivi su sherry i suhi madeira.

## Podjela aperitiva
1. Individualni aperitiv – sastoji se od jednog alkoholnog ili bezalkoholnog pića koje se poslužuje u čistom obliku
2. Miješani aperitiv – sastoji se od nekoliko različitih individualnih alkoholnih pića koja se nude u isto vrijeme.
3. Mješoviti aperitiv - kokteli s prevladavajućim udjelom alkohola (npr. Manhattan, Dry Martini, Negroni, Kir Royal)